# Matveï Kazakov
Pour les articles homonymes, voir Kazakov.
Matveï Fiodorovitch Kazakov (en russe : Матве́й Фёдорович Казако́в), né en 1738 à Moscou et mort le 7 novembre 1812 à Riazan, est un architecte russe représentant majeur du style néoclassique, dénommé style Empire en Russie. Il fut aussi l'auteur de projets néogothiques. Son fils Mikhaïl était architecte.

## Biographie
Matveï Kazakov naît au sein de la famille d'un petit fonctionnaire moscovite. Il étudie à l'école d'architecture du prince Oukhtomsky de 1751 à 1760 et participe à l'issue de ses études à la reconstruction, sous la direction de Nikitine, de la ville de Tver, partiellement détruite par un incendie. Il fait partie ensuite de l'équipe de construction du Kremlin dirigée par Vassili Bajenov et s'occupe en particulier du grand palais du Kremlin de 1768 à 1773. Il participe avec Bajenov à l'organisation des célébrations de l'été 1775 marquant la victoire de la Russie impériale sur l'Empire ottoman un an auparavant et la paix de Koutchouk-Kaïnardji. Des pavillons à la turque sont construits dans les champs de la Khotynka (en), avec des milliers de figurants, d'acteurs, de musiciens et de danseurs. On tire des feux d'artifice et les festivités durent deux semaines à la joie de la Grande Catherine. Il est confirmé dans son titre d'architecte de la Couronne quelques mois plus tard. L'impératrice, satisfaite, donne alors aux deux architectes deux commandes moscovites, le palais Petrovski (1776-1780), chantier attribué à Kazakov et le palais de Tsaritsyno, chantier attribué à Bajenov. Sa carrière est définitivement lancée. Il reçoit ensuite de nombreuses commandes de l'aristocratie moscovite, mais un certain nombre d'hôtels particuliers brûlent pendant l'incendie de Moscou de 1812. Ils sont reconstruits d'après l'original, avec parfois quelques altérations.
Kazakov est l'auteur de gravures, de dessins, de plans, etc. d'un recueil de planches reprenant les constructions de la Khotynka (1775) et d'un recueil décrivant le palais Petrovski (1778). Il était aussi pédagogue et organisa une école à Moscou autour de la construction du Kremlin. on peut distinguer Ivan Yegorov, Bokarev, Joseph Bové, Tamanski et ses fils Mikhaïl Kazakov et R. Kazakov. L'école devient en 1805 l'Académie d'architecture de Moscou. Kazakov est rappelé par Catherine II pour achever le palais de Tsaritsyno en 1786, lorsque Bajenov est renvoyé, mais le palais ne sera pas achevé.
Kazakov part pour Riazan fuir l'avancée des troupes napoléoniennes en 1812. Il y meurt le 26 octobre (7 novembre), fort désespéré de l'incendie qui ravagea la ville de Moscou. Il est enterré au cimetière du monastère de la Trinité à Riazan, mais ses cendres ont disparu, lorsque le cimetière a été détruit.

## Œuvres

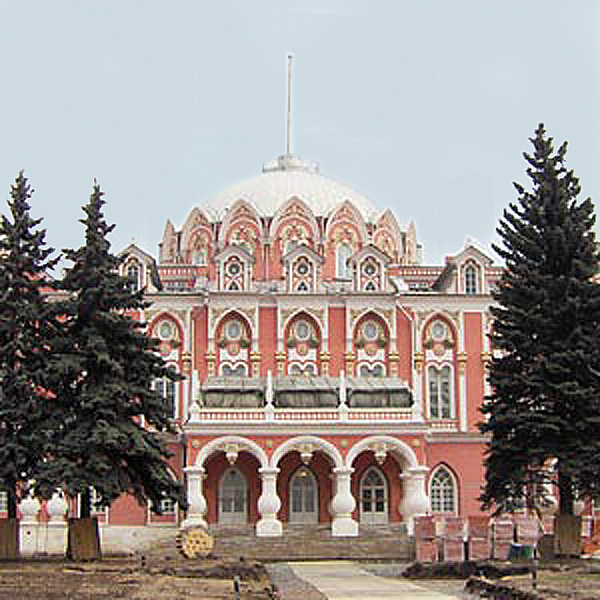
Le palais Petrovski

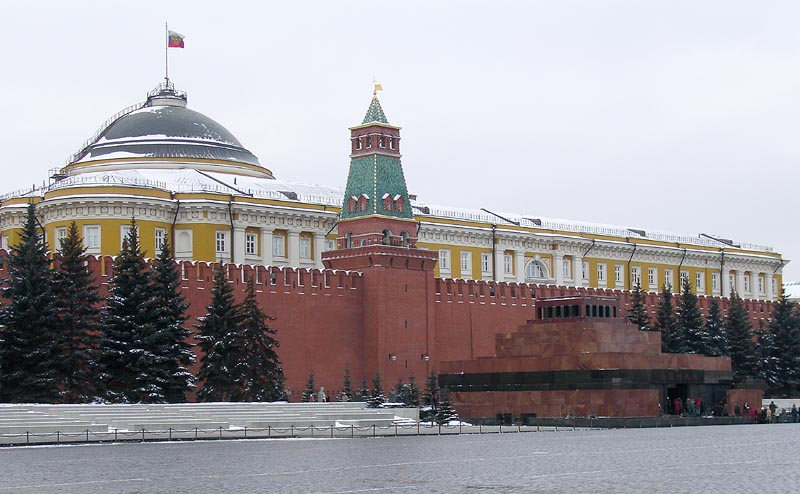
Le Palais du Sénat vu de la Place Rouge

- Palais du Sénat au Kremlin de Moscou (1776-1787)
- Bâtiment de l'Université rue Mokhovaïa (1786-1793), reconstruit par Domenico Gilardi après 1812
- Église Saint-Philippe (1777-1788), Moscou
- Hôtel particulier des Kozitski (1780-1788), rue Tverskaïa
- Assemblée de la Noblesse (1784-1787), aujourd'hui Maison des syndicats[3]
- Église de l'Ascension de Moscou (1790-1793)
- Église Saints-Côme-et-Damien de Moscou (1791-1793)
- Hôpital Galitzine (1796-1801)
- Hôpital Paul (1802-1807)
- Château Demidov (1779-1791)
- Hôtel particulier Dourassov à Moscou (années 1790)
- Château Goubine (1790)
- Hôtel particulier Goubine à Moscou (1793)
- Église de l'Ascension de Kolomna
- Église du Sauveur, village de Raï-Semenovskoïe (1774-1783)
- Église ND de Tikhvine, monastère de Staro-Goloutvine
- Palais Petrovski (1776-1780)